# Fausto Trávez
Fausto Gabriel Trávez Trávez OFM (Toacaso, 18 de marzo de 1941) es un eclesiástico católico ecuatoriano. Fue arzobispo de Quito y primado del Ecuador, entre 2010 y 2019; ostentando la primera dignidad eclesiástica del país. También fue obispo de Babahoyo, de 2008 a 2010 y obispo-vicario apostólico de Zamora, desde 2003 a 2008. 

## Biografía
Fausto Gabriel nació el 18 de marzo de 1941, en la localidad ecuatoriana de Toacaso, cantón Latacunga; siendo el quinto de diez hermanos.
Realizó su formación primaria y secundaria en el Colegio Seráfico de Guápulo, en Quito.
Cursó los estudios eclesiásticos en el  “Instituto Franciscano” de Quito, completando los estudios en la Universidad de San Buenaventura (Colombia).

### Vida religiosa
El 8 de septiembre de 1960, a sus diecinueve años, ingresó en el noviciado de la Orden de Frailes Menores en Quito.
Realizó la profesión solemne el 15 de octubre de 1965 en Quito, Ecuador a los 24 años. 
Su ordenación sacerdotal fue el 12 de diciembre de 1970, en la Iglesia de San Francisco de Quito, a la edad de 29 años. 
Como sacerdote desempeñó los siguientes ministerios: 
- Miembro de la Comunidad del Convento de Guápulo, en Quito.
- Miembro del Definitorio Provincial Franciscano.
- Maestro del estudiantado Franciscano.
- Superior de los Hermanos Franciscanos.
- Vicario parroquial en una parroquia de la diócesis de Ambato.
- Ministro provincial de los Franciscanos.
- Presidente de la Unión de Conferencias Latinoamericanas Franciscanas y de la Conferencia Franciscana Bolivariana.

En 1969, fundó el "Movimiento Juvenil Franciscano" en Quito, donde se desempeñó como asistente espiritual.
También fundó la comunidad de las “Hermanas Misioneras Franciscanas de la Juventud" (1982) y la comunidad de los "Hermanos Misioneros Franciscanos de la Juventud" (2001).

## Episcopado

### Vicario apostólico de Zamora
El 1 de febrero de 2003, el papa Juan Pablo II lo nombró obispo titular de Sullectum y vicario apostólico de Zamora.
Fue consagrado el 15 de marzo del mismo año, en la Iglesia de San Francisco de Quito, a manos del arzobispo Alain Paul Lebeaupin. Tomó posesión canónica de su sede, el 27 del mismo mes.
- Presidente de la Comisión Episcopal para las Misiones, en la Conferencia Episcopal Ecuatoriana (CEE) (2005-2008).
- Miembro de la Comisión Episcopal de Magisterio de la Iglesia, en la CEE (2005-2008).

En 2007, como miembro de la delegación del Episcopado Ecuatoriano, participó en la V Conferencia General del Episcopado Latinoamericano y del Caribe, en Aparecida (Brasil).

### Obispo de Babahoyo
El 27 de marzo de 2008, el papa Benedicto XVI lo nombró obispo de Babahoyo. Tomó posesión canónica el 24 de mayo del mismo año, durante una ceremonia en la Catedral de Babahoyo.
- Miembro de la Comisión Episcopal de Laicos, en la CEE (2008-2011).[1]

### Arzobispo de Quito

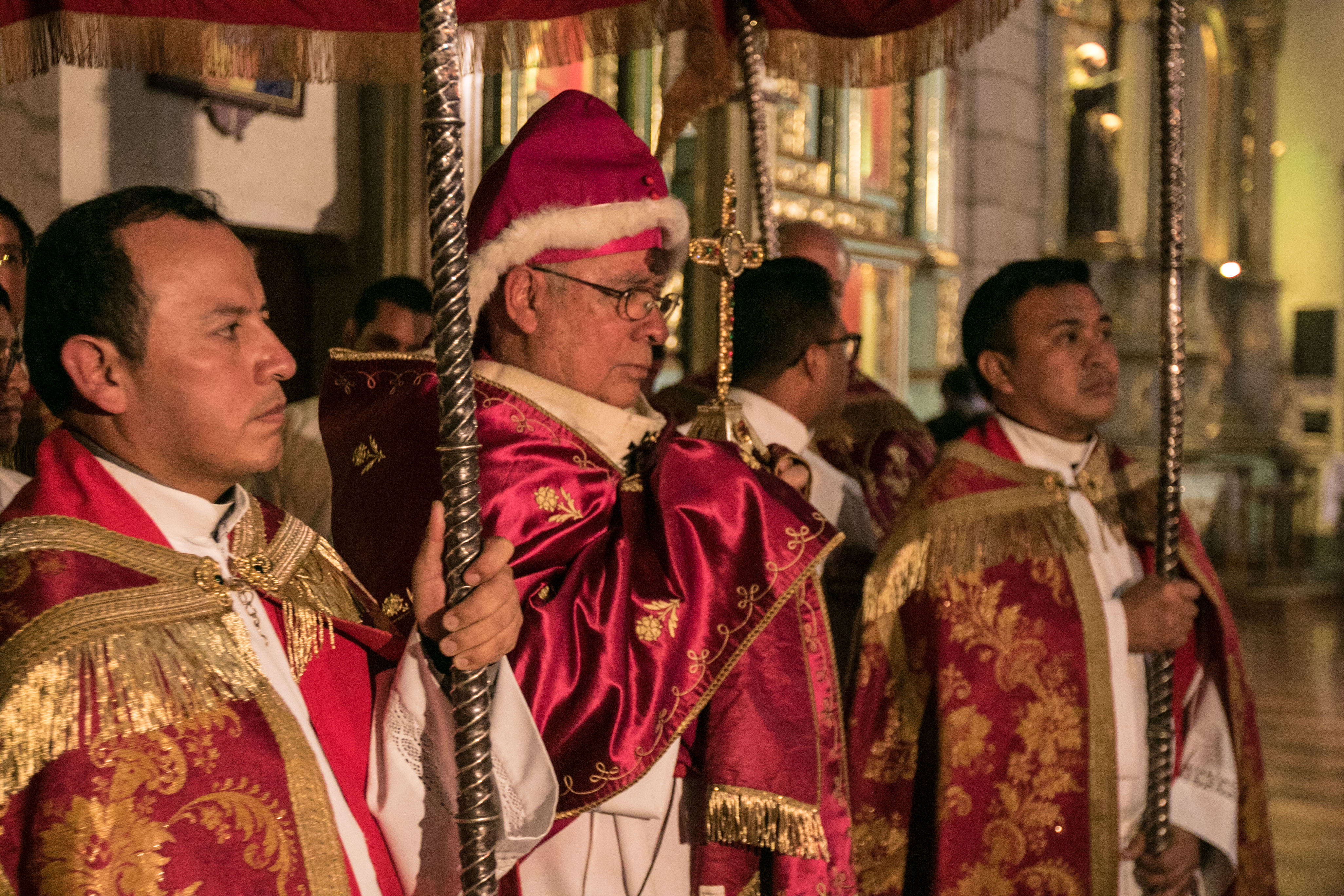
Trávez durante el Arrastre de Caudas (2018).

El 11 de septiembre de 2010, el papa Benedicto XVI lo nombró arzobispo de Quito y Primado del Ecuador. Tomó posesión canónica el 22 de octubre del mismo año, durante una ceremonia en la Catedral Metropolitana de Quito.
El 29 de junio de 2011, en una ceremonia en la Basílica de San Pedro, recibió la imposición del palio arzobispal de manos del papa Benedicto XVI.
- Presidente de la Conferencia Episcopal Ecuatoriana (2014-2017).[5][7][8]

Como presidente de la CEE, se convirtió en el acompañante del papa Francisco durante su visita a Ecuador en 2015.

### Renuncia
En 2016, presentó su renuncia como lo establece el Código de Derecho Canónico. El 5 de abril de 2019, el papa Francisco aceptó su renuncia, como arzobispo de Quito, nombrado a su sucesor al mismo tiempo.
El 17 de abril del mismo año, presidio su última ceremonia del Arrastre de Caudas.